# Boom, Boom, Boom, Boom!!
Boom, Boom, Boom, Boom!! ist ein Lied der niederländischen Eurodance-Band Vengaboys, das im Oktober 1998 erschien.

## Entstehung und Veröffentlichung
Geschrieben und produziert wurde das Lied gemeinsam von Wessel van Diepen (Delmundo) und Dennis van den Driesschen (Danski). Beim Schreibprozess bekam das Duo Unterstützung durch die beiden ABBA-Mitglieder Benny Andersson und Björn Ulvaeus.
Die Erstveröffentlichung von Boom, Boom, Boom, Boom!! erfolgte als Single am 16. Oktober 1998 bei Jive Records. Diese erschien als CD-Maxi-Single mit sieben verschiedenen Versionen des Liedes (Katalognummer: 052 315-2). In den folgenden Monaten erschienen weltweit diverse regionale Singleausführungen, die sich durch die Anzahl und Auswahl der B-Seiten unterscheiden. Am 30. Oktober 1998 erschien das Lied als Teil der ersten Vengaboys-Kompilation Greatest Hits! Part 1 bei Breakin’ Records (Katalognummer: KRAK 4033). Zwei Wochen später erschien es zudem als Teil des ersten Studioalbums Up & Down – The Party Album! bei Urban Records am 9. November 1998 (Katalognummer: 559 792-2). Am 20. April 2024 wurde die Single nochmals neu als 7″-Single mit We Like to Party! (The Vengabus) aufgelegt.

## Inhalt
In Boom, Boom, Boom, Boom!! geht es um Jemanden, der alleine ist, seine Gesellschaft für diese eine Nacht anbietet und mit diesem im Abgang „Boom, Boom, Boom, Boom“ machen will („If you′re alone and you need a friend. Someone to make you forget your problems. Just come along baby take my hand. I'll be your lover tonight.“). Die Tonart des Titels ist Fis-Dur mit 138 Schlägen pro Minute.

## Rezeption
Boom, Boom, Boom, Boom!! diente im Jahr 2007 als Teil des Soundtracks für die deutsche Filmkomödie Vollidiot.

## Kommerzieller Erfolg

### Chartplatzierungen
| ChartsChartplatzierungen       | Höchstplatzierung | Wochen |
| ------------------------------ | ----------------- | ------ |
| Deutschland (GfK)              | 6 (19 Wo.)        | 19     |
| Niederlande (Media Markt)      | 1 (24 Wo.)        | 24     |
| Österreich (Ö3)                | 8 (15 Wo.)        | 15     |
| Schweiz (IFPI)                 | 13 (17 Wo.)       | 17     |
| Vereinigte Staaten (Billboard) | 84 (6 Wo.)        | 6      |
| Vereinigtes Königreich (OCC)   | 1 (15 Wo.)        | 15     |

| ChartsJahrescharts (1999)    | Platzierung |
| ---------------------------- | ----------- |
| Deutschland (GfK)            | 33          |
| Niederlande (Media Markt)    | 35          |
| Österreich (Ö3)              | 35          |
| Vereinigtes Königreich (OCC) | 15          |

### Auszeichnungen für Musikverkäufe
| Land/Region                  | Auszeichnungen für Musikverkäufe (Land/Region, Auszeichnung, Verkäufe) | Verkäufe  |
| ---------------------------- | ---------------------------------------------------------------------- | --------- |
| Australien (ARIA)            | Platin                                                                 | 70.000    |
| Belgien (BRMA)               | 3× Platin                                                              | 150.000   |
| Dänemark (IFPI)              | Platin                                                                 | 90.000    |
| Deutschland (BVMI)           | Gold                                                                   | 250.000   |
| Frankreich (SNEP)            | Gold                                                                   | 250.000   |
| Italien (FIMI)               | Gold                                                                   | 50.000    |
| Neuseeland (RMNZ)            | 2× Platin                                                              | 60.000    |
| Niederlande (NVPI)           | 2× Platin                                                              | 150.000   |
| Schweden (IFPI)              | 2× Platin                                                              | 60.000    |
| Spanien (Promusicae)         | Gold                                                                   | 30.000    |
| Vereinigtes Königreich (BPI) | 2× Platin                                                              | 1.200.000 |
| Insgesamt                    | 4× Gold · 13× Platin ·                                                 | 2.360.000 |

Hauptartikel: Vengaboys/Auszeichnungen für Musikverkäufe